# Giorgio Antonio del Liechtenstein
Giorgio Antonio del Liechtenstein (nome completo in tedesco Georg Antonius Constantin Maria; Grabs, 20 aprile 1999) è un principe liechtensteinese.
Terzogenito di Luigi e di Sofia di Baviera, è terzo in linea di successione al trono dopo suo fratello maggiore. Per linea materna è quarto in linea di successione al Casato degli Stuart.

## Biografia

### Battesimo
Il principe Giorgio Antonio è nato presso l'ospedale di Grabs, in Svizzera, nel 1999.
Venne battezzato nella cattedrale di San Florino il 13 maggio dall'arcivescovo Wolfgang Haas e a fargli da padrino fu lo zio paterno Costantino.

### Istruzione
Ha frequentato la scuola primaria di Ebenholz. Nel 2013 entrò al Malvern College nel Worcestershire, in Inghilterra, dove conseguì nel 2017 il baccalaureato internazionale.
Ha frequentato l'Università di San Gallo dal 2018 al 2021 e l'ESCP Business School fino al 2023.

## Titoli e trattamento
- 20 aprile 1999 - attuale: Sua Altezza Serenissima, il principe Giorgio Antonio del Liechtenstein, conte di Rietberg

## Ascendenza
|                                      |                             |                                               | Genitori                                         |  |  | Nonni |  |  | Bisnonni                                |  |  | Trisnonni               |  |
|                                      |                             |                                               |                                                  |  |  |       |  |  | Francesco Giuseppe II del Liechtenstein |  |  | Luigi del Liechtenstein |  |
|                                      |                             |                                               |                                                  |  |  |       |  |  | Francesco Giuseppe II del Liechtenstein |  |  | Luigi del Liechtenstein |  |
|                                      |                             | Elisabetta Amalia d'Asburgo-Lorena            |                                                  |  |  |       |  |  | Francesco Giuseppe II del Liechtenstein |  |  |                         |  |
| Giovanni Adamo II del Liechtenstein  |                             |                                               |                                                  |  |  |       |  |  | Francesco Giuseppe II del Liechtenstein |  |  |                         |  |
|                                      |                             | Giorgina di Wilczek                           | Ferdinand von Wilczek                            |  |  |       |  |  |                                         |  |  |                         |  |
|                                      |                             | Giorgina di Wilczek                           | Ferdinand von Wilczek                            |  |  |       |  |  |                                         |  |  |                         |  |
|                                      |                             | Giorgina di Wilczek                           | Nora Kinsky von Wchinitz und Tettau              |  |  |       |  |  |                                         |  |  |                         |  |
| Luigi del Liechtenstein              |                             | Giorgina di Wilczek                           |                                                  |  |  |       |  |  |                                         |  |  |                         |  |
|                                      |                             | Ferdinand Carl Kinsky von Wchinitz und Tettau | Ferdinand Vincenz Kinsky von Wchinitz und Tettau |  |  |       |  |  |                                         |  |  |                         |  |
|                                      |                             | Ferdinand Carl Kinsky von Wchinitz und Tettau | Ferdinand Vincenz Kinsky von Wchinitz und Tettau |  |  |       |  |  |                                         |  |  |                         |  |
|                                      |                             | Ferdinand Carl Kinsky von Wchinitz und Tettau | Aglaë von Auersperg                              |  |  |       |  |  |                                         |  |  |                         |  |
| Marie Kinsky von Wchinitz und Tettau |                             | Ferdinand Carl Kinsky von Wchinitz und Tettau |                                                  |  |  |       |  |  |                                         |  |  |                         |  |
|                                      |                             | Henriette Caroline von Ledebur-Wicheln        | Eugen von Ledebur-Wicheln                        |  |  |       |  |  |                                         |  |  |                         |  |
|                                      |                             | Henriette Caroline von Ledebur-Wicheln        | Eugen von Ledebur-Wicheln                        |  |  |       |  |  |                                         |  |  |                         |  |
|                                      |                             | Henriette Caroline von Ledebur-Wicheln        | Eleonore Larisch von Moennich                    |  |  |       |  |  |                                         |  |  |                         |  |
| Giorgio Antonio del Liechtenstein    |                             | Henriette Caroline von Ledebur-Wicheln        |                                                  |  |  |       |  |  |                                         |  |  |                         |  |
|                                      | Alberto Leopoldo di Baviera | Rupprecht di Baviera                          |                                                  |  |  |       |  |  |                                         |  |  |                         |  |
|                                      | Alberto Leopoldo di Baviera | Rupprecht di Baviera                          |                                                  |  |  |       |  |  |                                         |  |  |                         |  |
|                                      | Alberto Leopoldo di Baviera | Maria Gabriella in Baviera                    |                                                  |  |  |       |  |  |                                         |  |  |                         |  |
| Max in Baviera                       | Alberto Leopoldo di Baviera |                                               |                                                  |  |  |       |  |  |                                         |  |  |                         |  |
|                                      |                             | Maria Drašković von Trakošćan                 | Dionys Drašković von Trakošćan                   |  |  |       |  |  |                                         |  |  |                         |  |
|                                      |                             | Maria Drašković von Trakošćan                 | Dionys Drašković von Trakošćan                   |  |  |       |  |  |                                         |  |  |                         |  |
|                                      |                             | Maria Drašković von Trakošćan                 | Juliana Rosa von Montenuovo                      |  |  |       |  |  |                                         |  |  |                         |  |
| Sofia di Baviera                     |                             | Maria Drašković von Trakošćan                 |                                                  |  |  |       |  |  |                                         |  |  |                         |  |
|                                      |                             | Carl Ludvig Douglas                           | Archibald Douglas                                |  |  |       |  |  |                                         |  |  |                         |  |
|                                      |                             | Carl Ludvig Douglas                           | Archibald Douglas                                |  |  |       |  |  |                                         |  |  |                         |  |
|                                      |                             | Carl Ludvig Douglas                           | Astri Henschen                                   |  |  |       |  |  |                                         |  |  |                         |  |
| Elisabeth Douglas                    |                             | Carl Ludvig Douglas                           |                                                  |  |  |       |  |  |                                         |  |  |                         |  |
|                                      |                             | Ottora Maria Haas-Heye                        | Otto Ludwig Haas-Heye                            |  |  |       |  |  |                                         |  |  |                         |  |
|                                      |                             | Ottora Maria Haas-Heye                        | Otto Ludwig Haas-Heye                            |  |  |       |  |  |                                         |  |  |                         |  |
|                                      |                             | Ottora Maria Haas-Heye                        | Viktoria Ada zu Eulenburg                        |  |  |       |  |  |                                         |  |  |                         |  |
|                                      |                             | Ottora Maria Haas-Heye                        |                                                  |  |  |       |  |  |                                         |  |  |                         |  |